# Nambale
Nambale är en ort i Kenya.   Den ligger i länet Busia, i den västra delen av landet, 300 km nordväst om huvudstaden Nairobi. Nambale ligger 1 193 meter över havet och antalet invånare är 1 154.
Terrängen runt Nambale är huvudsakligen platt. Nambale ligger nere i en dal. Runt Nambale är det tätbefolkat, med 442 invånare per kvadratkilometer. Närmaste större samhälle är Lugulu, 8,3 km sydost om Nambale. Omgivningarna runt Nambale är en mosaik av jordbruksmark och naturlig växtlighet.